# Axlarhyrna
Axlarhyrna är ett berg i republiken Island. Det ligger i regionen Västlandet, 110 km nordväst om huvudstaden Reykjavík. Toppen på Axlarhyrna är 433 meter över havet, eller 213 meter över den omgivande terrängen. Bredden vid basen är 1,4 km.
Närmaste större samhälle är Ólafsvík, omkring 14 kilometer nordväst om Axlarhyrna.